# Flavio Calzavara
Pour les articles homonymes, voir Ferronetti.
Flavio Calzavara, né le 21 février 1900 à Istrana et mort le 10 mars 1981 à Trévise, est un scénariste et réalisateur italien. Il a dirigé 21 films entre 1939 et 1956.

## Filmographie

### Assistant-réalisateur
- 1934 : La Vieille Garde (Vecchia guardia) d'Alessandro Blasetti
- 1938 : Sentinelle di bronzo (it) de Romolo Marcellini

### Réalisateur
- 1939 : Les Robinsons de la mer (Piccoli naufraghi)
- 1939 : Il ladro sono io! (it)
- 1940 : Il signore a doppio petto (it)
- 1940 : Il bidello dei mari (court-métrage)
- 1940 : Il teatro delle meraviglie (court-métrage)
- 1940 : Manège tragique (it) (Confessione)
- 1941 : Don Buonaparte (it)
- 1941 : La contessa Castiglione (it)
- 1943 : Calafuria (it)
- 1943 : Carmela
- 1943 : Dagli Appennini alle Ande (it)
- 1944 : Peccatori
- 1944 : Résurrection (it) (Resurrezione)
- 1948 : El curioso impertinente
- 1950 : Contre la loi (Contro la legge)
- 1950 : Sigillo rosso (it)
- 1952 : Les Deux Gosses (it) (I due derelitti)
- 1953 : Le Drame d'une vie (Dieci canzoni d'amore da salvare)
- 1953 : La pattuglia dell'Amba Alagi (it)
- 1954 : Napoli piange e ride (it)
- 1954 : L'Esclave du roi (it) (Rigoletto e la sua tragedia)
- 1956 : Le Premier amour ne s'oublie jamais (it) (Canzone proibita)
- 1961 : Occhi senza luce (it)